# 에츠짱
에츠짱(悦ちゃん)는 일본의 NHK에서 제작 · 방송되었던 텔레비전 드라마이다. 방송 기간은 2017년 7월 15일부터 9월 16일까지 총 8부작이다.

## 기획 의도
1935년 도쿄의 긴자를 무대로 하는 웃음과 눈물이 넘치는 로맨틱 코미디 드라마이다.

## 스태프
- 극본 : 사쿠라이 츠요시
- 연출 : 오오하라 타쿠, 시미즈 타쿠야

## 등장 인물
- 유스케 산타마리아
- 오오시마 요코
- 아이지마 카즈유키
- 니시무라 마사히코
- 히라오 나나카
- 미네무라 리에
- 카도와키 무기
- 호리우치 케이코